# Йиго (Гуам)
Йиго (англ. Yigo, чамор. Yigu) — деревня на острове Гуам.

## История
Во время Второй мировой войны, когда остров был оккупирован Японией, в деревне был расположен концентрационный лагерь. После высадки американской армии на остров в 1944 году район деревни стал местом завершающего этапа Гуамской операции. В память о погибших в битве за Гуам, правительством Японии на территории Йиго был возведен Южнотихоокеанский мемориальный парк.

## Описание
Деревня находится в северной части острова Гуам. Является самой большой деревней на острове. В состав Йиго входит деревня Асатдас. На территории деревни находится военная база Военно-Воздушных сил США Андерсен. Является одним из самых богатых фермерских районов Гуама.
Население Йиго по переписи 2010 года составляет 20539 человек.